# J'aurais pu virer malhonnête
J'aurais pu virer malhonnête est un récit biographique du chanteur Georges Brassens écrit par Bernard Lonjon.

## Introduction
J'aurais pu virer malhonnête, Secrets d'une jeunesse tumultueuse précise Bernard Lonjon en sous-titre.
C'est Brassens lui-même qui disait mi figue, mi raisin : « J’aurais pu être un gangster. Si je n’étais pas chanteur, c’est voleur que j’aurais été. Piquer du fric… ça doit être bath ! » Il le dit expressément dans une de ses chansons Stances à un cambrioleur. Il y fera allusion dans d'autres chansons comme La mauvaise réputation, La mauvaise herbe ou Je suis un voyou.
Adolescent à Sète, il participa à une 'ténébreuse affaire' de petits larcins qui lui valut effectivement une mauvaise réputation et de partir se faire oublier chez sa tante Antoinette à Paris, dans ce quartier qu'il ne quittera plus guère par la suite, histoire qu'il mettra plus tard en vers dans une chanson intitulée Les quatre bacheliers.

## Présentation et synthèse
Les chansons de Brassens servent de fil conducteur à cet ouvrage qui présente aussi nombre d'histoires inédites. Comme tous les anarchistes, Brassens est fiché aux Renseignements Généraux comme « anarchiste intellectuel qui écrit des chansons inspirées des théories libertaires, qui insulte la Police, la Gendarmerie et l’Armée et est poursuivi pour complicité d’adultère ». On y trouve sa fiche de police, les rapports qu'avait alors le chanteur avec les francs-maçons ou les communistes, ce qui peut paraître assez curieux pour cet anarchiste impénitent qui disait aussi : « Quand on est anarchiste, on le reste, c’est congénital. Je n’ai pas de maître. » 

Il est vrai que l'on retrouve tout Brassens dans ces paroles et d'abord 'son violent amour' pour la liberté.